# Enargit

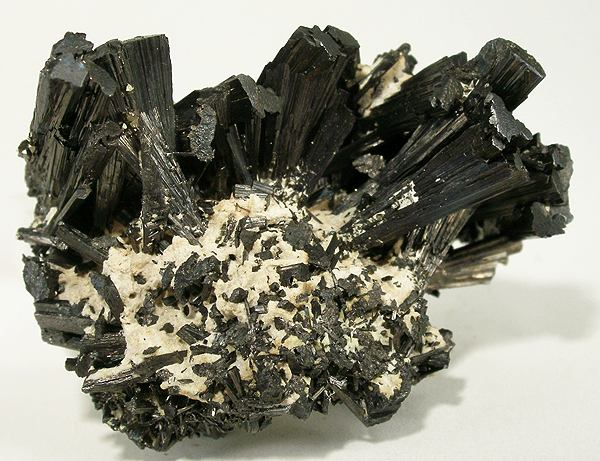
Cristale prismatice de enargit aşezate radial, din Ancash, Peru

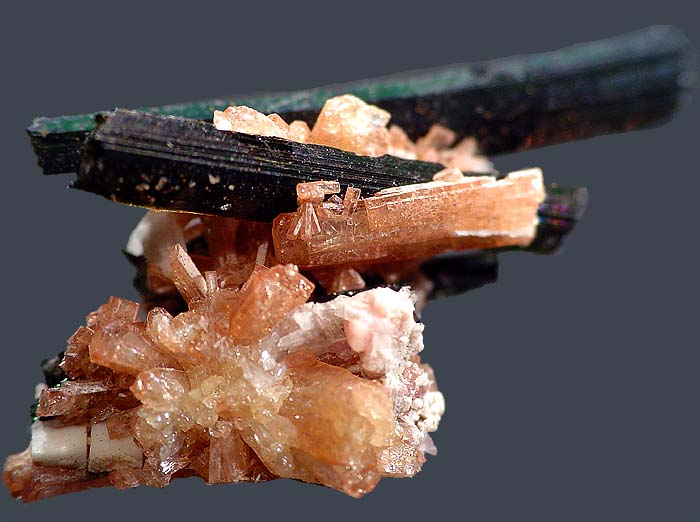
Enargit (negru) și cuarţ (alb-roz) din Montana, SUA

Mineralul enargit este o sulfură de cupru și arsenic. Se mai numește și clarit sau  garbit. Formula sa chimică este Cu3AsS4.

## Istoric și etimologie
Numele enargit este derivat din cuvântul grec „enargos” care înseamnă „distinct, evident”, cu aluzie la clivajul său perfect. Mineralul a fost descris pentru prima dată de către savantul german  Johann Friedrich August Breithaupt în anul 1850.

## Descriere
Enargitul cristalizează în sistemul ortorombic și apare frecvent sub formă de cristale și de multe ori sub formă de agregate granulare. În general are un luciu metalic, dar își pierde strălucirea în timp, deoarece se oxidează. Are nuanțe de culoare de la gri la negru, cu aspect de oțel. Are o duritate medie de 3 pe scara Mohs.

## Depozite
Mineral întâlnit în zăcăminte hidrotermale de cupru. Depozite importante sunt situate în Munții Anzi din America de Sud, în special în Peru, Chile și Argentina, dar se găsește și în Statele Unite ale Americii (Montana, Utah, Arizona, Colorado) și în Luzon, Filipine. În Europa se găseșe în Germania (Baden-Württemberg, Bavaria, Hesse, Renania de Nord-Westfalia, Renania-Palatinat, Saxonia-Anhalt, Saxonia), Austria (Carintia, Salzburg, Styria, Tirol), Franța, Serbia și Italia. 
În România se întâlnește în Munții Măcin din Dobrogea, în Munții Metaliferi și Carpații Orientali.

## Utilizare
Enargitul este o materie primă importantă pentru extragerea cuprului.